# Staggträsket
Staggträsket är en sjö i Sorsele kommun i Lappland som ingår i Umeälvens huvudavrinningsområde. Sjön är 12 meter djup, har en yta på 3,42 kvadratkilometer och befinner sig 314,1 meter över havet. Sjön avvattnas av vattendraget Staggträskbäcken.

## Delavrinningsområde
Staggträsket ingår i delavrinningsområde (725109-159359) som SMHI kallar för Utloppet av Staggträsket. Medelhöjden är 326 meter över havet och ytan är 14,16 kvadratkilometer. Räknas de 10 avrinningsområdena uppströms in blir den ackumulerade arean 143,8 kvadratkilometer. Staggträskbäcken som avvattnar avrinningsområdet har biflödesordning 4, vilket innebär att vattnet flödar genom totalt 4 vattendrag innan det når havet efter 272 kilometer.   Bäcken mynnar i Gargån strax uppströms Gargnäs. Avrinningsområdet består mestadels av skog (69 procent). Avrinningsområdet har 3,31 kvadratkilometer vattenytor vilket ger det en sjöprocent på 23,4 procent.